# Ana Joković
Ana Joković (in serbo Aнa Јоковић?; Belgrado, 16 luglio 1979) è un'ex cestista serba, fino al 2002 jugoslava.

## Carriera
Con la Jugoslavia ha disputato i Campionati europei del 2001 e i Campionati mondiali del 2002.
Con la Serbia e Montenegro ha disputato due edizioni dei Campionati europei (2003, 2005).